# Sebastiaan Bornauw
Sebastiaan Bornauw (* 22. März 1999 in Wemmel) ist ein belgischer Fußballspieler, der auf der Position des Innenverteidigers agiert. Seit Sommer 2025 spielt er für Leeds United. Des Weiteren ist der Defensivspieler mehrfacher belgischer Nachwuchsnationalspieler sowie seit 2020 A-Nationalspieler.

## Karriere

### Verein
Bornauw begann seine Vereinskarriere – für einen europäischen Spieler ungewöhnlich – in der Jugend des marokkanischen Erstligisten Wydad Casablanca, als sein Vater dort beruflich tätig war. Nach der Rückkehr der Familie in sein Geburtsland durchlief der Verteidiger nach einer kurzen Zwischenstation beim FCV Dender E.H. die Jugendmannschaften des nationalen Rekordmeisters RSC Anderlecht. Bei jenem Verein gab Bornauw am 28. Juni 2018 beim 4:1-Auswärsterfolg gegen den KV Kortrijk sein Profidebüt. In der laufenden Saison erhielt Bornauw einen festen Platz in der Stammformation und wurde auch regelmäßig auf internationaler Ebene in der Europa League eingesetzt.
Im August 2019 wechselte er zum 1. FC Köln, bei dem er einen Vertrag über fünf Jahre unterschrieb. Dort wurde er regelmäßig in der Innenverteidigung eingesetzt und erzielte am 8. Spieltag beim 3:0-Sieg gegen den SC Paderborn nach einer Ecke per Kopfball sein erstes Bundesligator. Am letzten Spieltag der Saison 2020/21 bewahrte er seinen Verein mit seinem Siegtor gegen den FC Schalke 04 vor dem direkten Abstieg.
Zur Saison 2021/22 wechselte Bornauw für eine zweistellige Millionenablösesumme innerhalb der Bundesliga zum VfL Wolfsburg. Er unterschrieb bei den Wölfen einen Vertrag bis 2026. Dort schaffte er fast sofort den Sprung in die Stammformation und behielt diesen Platz auch in seiner zweiten Saison für Wolfsburg. Ab der Saison 2023/24 musste er immer öfter mit einem Platz auf der Bank vorlieb nehmen. Ab Januar 2025 absolvierte nach mehreren Verletzungen nur noch Kurzeinsätze. So wurde er im Juli 2025 an Leeds United verkauft, wo er einen Vertrag bis 2029 unterschrieb.

### Nationalmannschaft
Ab der U15 wurde Bornauw in sämtlichen Juniorennationalmannschaften Belgiens eingesetzt, mit dem Höhepunkt der Teilnahme an der U21-Europameisterschaft 2019. Am 8. Oktober 2020 spielte er beim Testspiel gegen die Elfenbeinküste das erste Mal in der A-Nationalmannschaft. Bei der Weltmeisterschaft 2022 wurde er nicht in den belgischen Kader berufen.

## Spielweise
Bornauw gilt als zweikampfstarker Verteidiger mit Schwächen am Ball, der auch auf der Außenbahn eingesetzt werden kann. Er wird oft mit dem früheren belgischen Nationalspieler Daniel Van Buyten verglichen, der zugleich als sein Berater fungiert.